# Życie wewnętrzne
Życie wewnętrzne – polski film psychologiczny z roku 1986 w reżyserii Marka Koterskiego.
Plenery: Łódź (Śródmiejska Dzielnica Mieszkaniowa i okolice, ul. Piotrkowska).

## Fabuła
Głównym bohaterem filmu jest Michał Miauczyński – 40-letni inteligent, ulubieniec Koterskiego, opisywany jako „obolały, znerwicowany, wampiryczny”. Jałowość życia powoduje, że w bohaterze narastają agresja i obłęd.

## Obsada
Źródła: Filmpolski.pl, Telemagazyn, Stowarzyszenie Filmowców Polskich
- Wojciech Wysocki – Michał Miauczyński
- Joanna Sienkiewicz – Aleksandra „Ola”, żona Miauczyńskiego
- Maria Probosz – sąsiadka Ewa „Ewcia”
- Jolanta Nowak – sąsiadka Blondewcia
- Antonina Gordon-Górecka – mama Miauczyńskiego
- Henryk Bista – sąsiad „Tenodpsa”
- Jan Machulski – teść Miauczyńskiego
- Eugenia Herman – teściowa Miauczyńskiego
- Zbigniew Buczkowski – Wisiek, przyjaciel Miauczyńskiego; chrzestny jego syna
- Anna Milewska – przewodnicząca sądu
- Ewa Ziętek – kobieta w drzwiach windy
- Bogusław Sobczuk – reporter
- Marek Probosz – kapral legitymujący Miauczyńskiego
- Magdalena Wójcik – dziewczyna z psem
- Przemysław Honkisz
- Emilia Rutecka
- Borys Marynowski – Młodobyk
- Wanda Wieszczycka – Rajdowcowa
- Ewa Worytkiewicz – Bietka
- Marcin Pyda – Landru
- Ali Shahnazary – Arab
- Tino Mohrtar – murzyn Gamba
- Krzysztof Kubicki – milicjant
- Wojciech Alaborski
- Andrzej Czapliński
- Kalina Jędrusik
- Joachim Lamża
- Paweł Nowisz
- Ewa Zdzieszyńska